# Bovolenta
Bovolenta é uma comuna italiana da região do Vêneto, província de Pádua, com cerca de 3.143 habitantes. Estende-se por uma área de 22 km², tendo uma densidade populacional de 143 hab/km². Faz fronteira com Brugine, Candiana, Cartura, Casalserugo, Polverara, Pontelongo, Terrassa Padovana.

## Demografia
| Variação demográfica do município entre 1861 e 2011                               |
|                                                                                   |
| Fonte: Istituto Nazionale di Statistica (ISTAT) - Elaboração gráfica da Wikipedia |